# Heavy (chanson)
Pour les articles homonymes, voir Heavy.
Singles de Linkin Park
Final Masquerade
(2014) Talking to Myself
(2017)
Pistes de One More Light
Invisible Sorry for Now
Heavy est un single du groupe de rock américain Linkin Park. Il a été enregistré pour le septième album studio du groupe, One More Light. Le single compte avec la participation de l'auteur-compositeur-interprète Kiiara. Les paroles sont écrites par Linkin Park lui-même avec Julia Michaels et Justin Tranter.
La sortie officielle de la chanson a eu lieu le 16 février 2017 en téléchargement et le 21 février sur les radios,.

## Classements
| Classement (2017)                 | Meilleure position |
| --------------------------------- | ------------------ |
| Allemagne (Media Control Charts)  | 12                 |
| Australie (ARIA Charts)           | 33                 |
| Autriche (Ö3 Top 40)              | 9                  |
| Belgique (Ultratip de Flandres)   | 4                  |
| Canada (Canadian Hot 100)         | 46                 |
| États-Unis US Hot 100 (Billboard) | 45                 |